# Luis Alberto Heiremans
Luis Alberto Heiremans Despouy (Santiago, 14 de junio de 1928-ibídem, 25 de octubre de 1964) fue un médico, dramaturgo, cuentista, novelista, traductor y actor chileno.
Su obra está fuertemente influida por el existencialismo, «donde la presencia de la muerte, la orfandad y la salvación siempre fueron protagonistas».

## Biografía
Nacido del matrimonio conformado por Óscar Heiremans Brockmann, un ingeniero de origen belga que devino en académico y empresario, y de Lucienne Despouy Quenstedt, miembro de una familia de vitivinicultores. Fue hermano del empresario Eugenio Heiremans, de la exjefa de la sección de vida social del diario "El Mercurio" de Santiago de Chile, Esther -Techy- Heiremans Despouy; y primo hermano de la actriz Violeta Vidaurre Heiremans. Estudió en The Grange School, donde tuvo como compañero a José Donoso y descubrió su vocación de escritor. A los 12 años publicó su primer relato: Muerte. 
En 1946, ingresó a estudiar Medicina a la Universidad de Chile; aunque se graduó de médico cirujano, jamás ejerció la profesión.
Como actor, debutó en 1950 en la obra Calígula, de Albert Camus; luego participó en Carlos III, Ana de Austria y Martín Rivas, adaptación de la novela homónima de Alberto Blest Gana realizada por Santiago del Campo, donde interpretó el papel protagónico. 
Residió un tiempo en París, donde perfeccionó sus estudios teatrales, realizó traducciones dramatúrgicas, ejerció la docencia superior, publicó libros, etc. 
Tras su regreso a Chile fue nombrado director del Teatro de Ensayo de la Universidad Católica y docente en la Academia de Arte Dramático de dicho plantel.
En 1963, la Fundación Rockefeller le otorgó una beca para estudiar teatro en Estados Unidos en el mítico Actor’s Studio, y dictar conferencias. En ese país hace conexiones para que algunas de sus obras se presenten en Broadway. 
En 1964, durante su estadía en Estados Unidos, se le diagnostica un linfocarcinoma. Mediante una intervención quirúrgica se constata el grado de invasión que había alcanzado la enfermedad.
Regresa a Chile, donde publica su única novela "Puerta de salida" y lleva a cabo sus últimos compromisos profesionales, con ayuda de su familia. Fallece en Santiago, a los 36 años de edad.

### Narrativa
- Los niños extraños (Primer volumen de cuentos) (1950)
- Los demás (Segundo volumen de cuentos) (1952)
- La jaula en el árbol y dos cuentos (Cuentos para teatro) (1959)
- Los seres de un día (Tercer volumen de cuentos) (1960)
- El abanderado (1962)
- Puerta de salida (Novela) (1964)

### Teatro
- Noche de equinoccio (1951)
- La hora robada (1952)
- La eterna trampa (1953)
- La jaula en el árbol (1957)
- ¡Esta señorita Trini! (Comedia musical) (1958)
- Los güenos versos (1958)
- Sigue la estrella (1958)
- Es de contarlo y no creerlo (1959)
- La ronda de la buena nueva (Espectáculo de Navidad) (1961)
- Moscas sobre el mármol (1961)
- Versos de ciego (1961)
- El palomar a oscuras (1962)
- El abanderado (1962)
- Buenaventura (trilogía) (1962)
  - Buenaventura I: El año repetido
  - Buenaventura II: El mar en la muralla
  - Buenaventura III: Arpeggione
- El tony chico (1964)
- Cuentos y canciones de la mamá (Espectáculo en torno a cuentos y canciones del folclore chileno) (1965)

- Teatro chileno

## Premios
- Premio Municipal de Literatura de Santiago 1953, categoría Teatro, por La hora robada